# Dragan Georgijevski
Dragan Georgijevski (ur. 21 listopada 1957) – serbski lekkoatleta, skoczek o tyczce.
Trzykrotny mistrz Jugosławii (1982, 1983 i 1989).
Dwukrotny rekordzista Jugosławii na stadionie (5,20 w 1989 oraz 5,25 w 1990).

## Rekordy życiowe
- Skok o tyczce (stadion) – 5,25 (1990)[1] rekord Serbii[4]
- Skok o tyczce (hala) – 5,20 (1990)[1] były[5] rekord Serbii[6]